# Acrocercops leucostega
Acrocercops leucostega là một loài bướm đêm thuộc họ Gracillariidae. Nó được tìm thấy ở Sierra Leone.